# El cochecito
El cochecito és una pel·lícula espanyola dirigida per Marco Ferreri i estrenada el 3 de novembre de 1960. Està basada en el relat Paralítico, de l'obra Pobre, paralítico y muerto (1960), de Rafael Azcona.
La pel·lícula va obtenir el Premi de la crítica, atorgat per FIPRESCI, en la 21a Mostra Internacional de Cinema de Venècia, així com el Premi Sant Jordi a la millor pel·lícula espanyola.

## Argument
Don Anselmo Proharán (José Isbert) és un ancià totalment decidit a adquirir un cotxet d'invàlid amb motor, igual que el que té el seu amic Lucas i altres companys de la seva edat. Malgrat l'oposició de tota la seva família, Don Anselmo no desisteix del seu capritx, fins i tot si per a aconseguir-lo es veu obligat a vendre les joies de la família. Quan el seu fill Carlos (Pedro Porcel) s'assabenta, l'obliga a retornar-ho. En venjança, Don Anselmo presa la decisió d'enverinar a la seva família. Quan intenta fugir en el seu cotxet, no obstant això, és finalment detingut per la Guàrdia Civil.

## Producció
La versió inicial de la pel·lícula donava clarament a entendre que Don Anselmo complia els seus fúnebres propòsits, però aquest final va ser prohibit per la censura, optant-se llavors per una versió més edulcorada en la qual implícitament es veia que el decidit ancià no executava el seu pla i la família continuava viva.
En una breu seqüència apareixen caracteritzats de frares el guionista, Rafael Azcona, i Carlos Saura.
Els interiors es van construir en els Estudis Sevilla i, amb la finalitat d'obtenir un major realisme, les parets van ser enguixades «per a transmetre la sensació d'una llar claustrofòbica».